# Mistura penning
A mistura Penning ((Weston 1968, p. 334), (Bylander 1979, p. 65)), em homenagem a Frans Michel Penning, é uma mistura de gases usados frequentemente para iluminação elétrica ou em anúncios luminosos para publicidade exterior. Um exemplo representativo de isto é a mistura neônio – argônio. Uma pequena adição de argônio em neônio reduz a rigidez dielétrica abaixo de os gases puros de argônio ou neônio.. O motivo para essa diminuição na rigidez dielétrica é que o estado excitado inferior do neônio tem um Estado metaestável e sua excitação potencial (16 eV) é perto de 0,9 eV maior que o potencial de ionização do argônio. Os átomos metaestáveis têm uma vida longa em gás neônio e sobre os átomos impactados de argônio têm alta probabilidade de ionizá-los. Assim, este fenômeno é conhecido como efeito Penning ou de Mistura Penning .

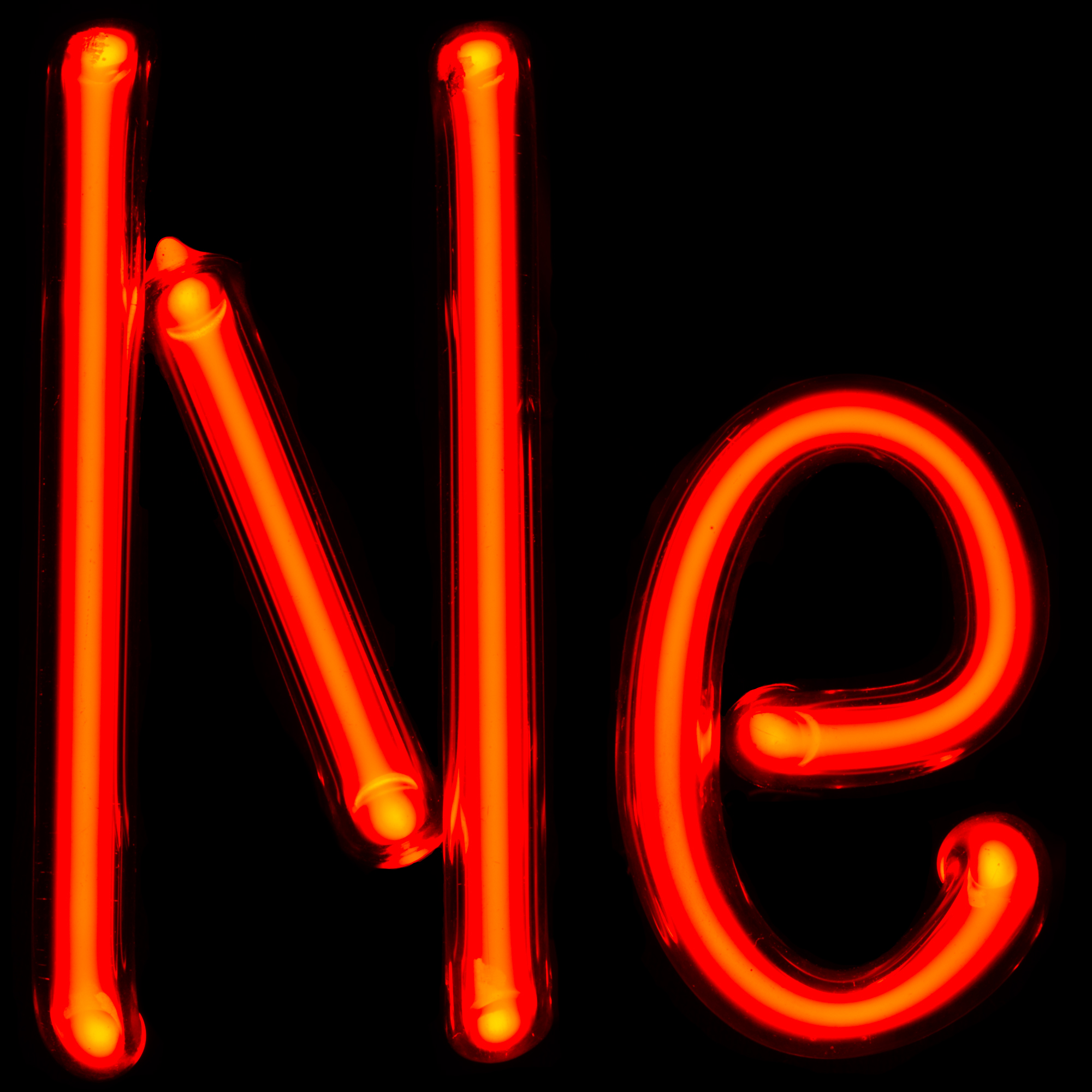
Mistura penning em um tubo de neônio

Embora os anúncios luminosos sejam também conhecidos como anúncios, tubos ou lâmpadas de neônio, na verdade são lâmpadas de descarga compostas por tubos de vidro preenchidos não com neônio puro mas com misturas que acrescentam ao gás inerte uma pequena quantidade de outro gás com menor tensão de ionização, reduzindo a rigidez dielétrica da mistura abaixo da rigidez de qualquer um dos gases que a compõem  .